# Čeradice (Klobuky)
Čeradice jsou malá vesnice, část obce Klobuky v okrese Kladno ve Středočeském kraji.

## Název
Název vesnice je odvozen ze jména Čerad ve významu ves lidí Čeradových. V historických pramenech se jméno vsi objevuje ve tvarech: de Czeradicz (1318), Czeradycz (1345), in Wczeradicz (1371), „in villa Czeradiczich“ (1381), de Czieradicz (1462) a Cžeradycze (1707).

## Historie
První písemná zmínka o Čeradicích pochází z roku 1318, kdy vesnice patřila Radimovi z Čeradic. Roku 1345 část vsi koupil svatojiřský klášter, ale zbytek nadále patřil drobným šlechticům. Jedním z nich byl vladyka Zdislav Telec, v Čeradicích uváděný roku 1363. Některý z příslušníků drobné šlechty sídlil na tvrzi, připomínané poprvé v roce 1380. Ke tvrzi patřil dvůr, jehož majiteli byli Ješek z Len a Markéta z Katusic, po nichž roku 1380 následoval Maříček z Čeradic. Další díly vsi patřily klobuckému faráři Janovi a Mikšíkovi z Kobylník, který zemřel okolo roku 1382. K dalším majitelům patřili Ješek z Čeradic (1394) a Petr Zubák z Čeradic (1392–1409), který v roce 1409 obdaroval kostel v Pálečku.

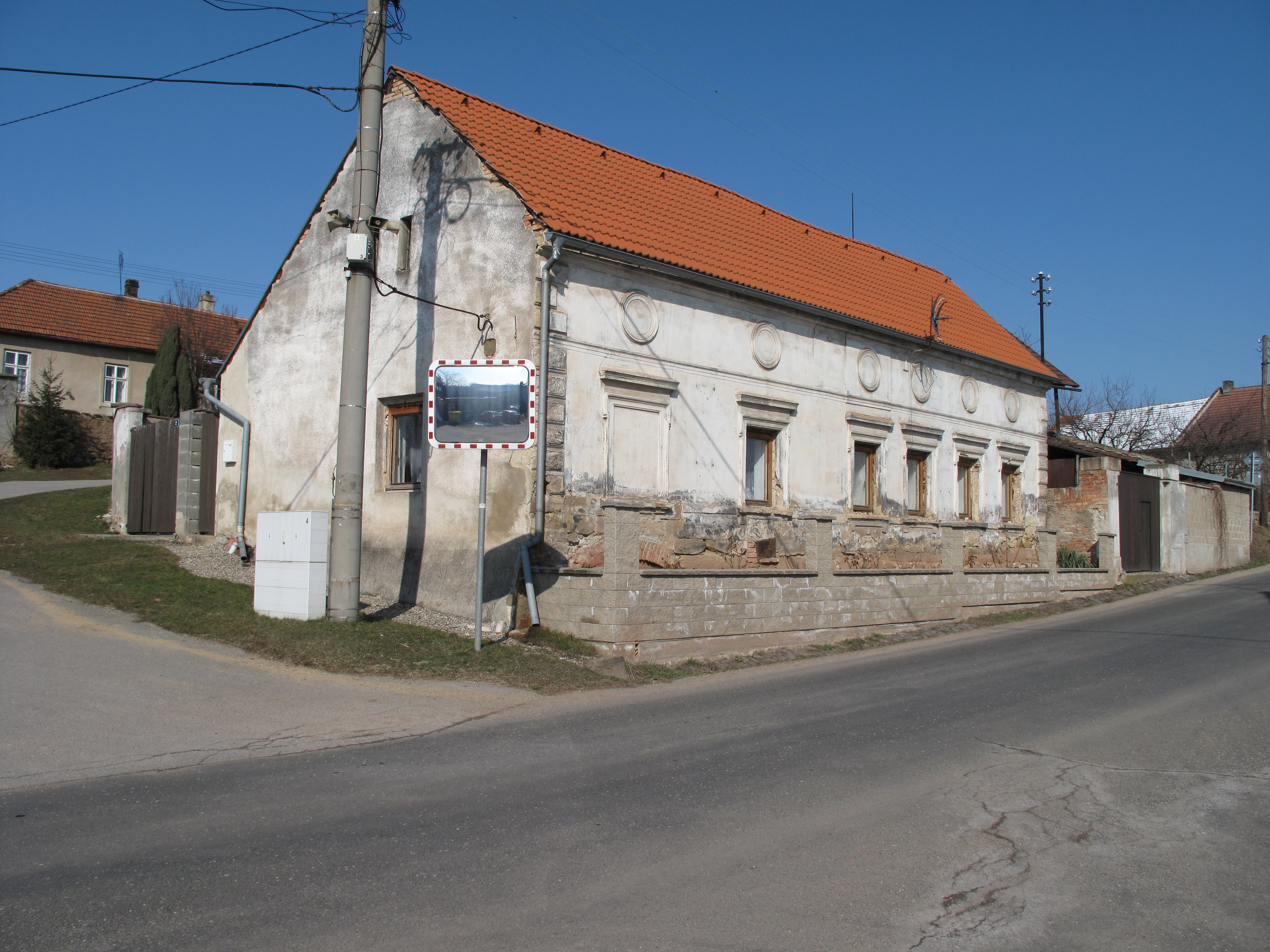
Dům u silnice

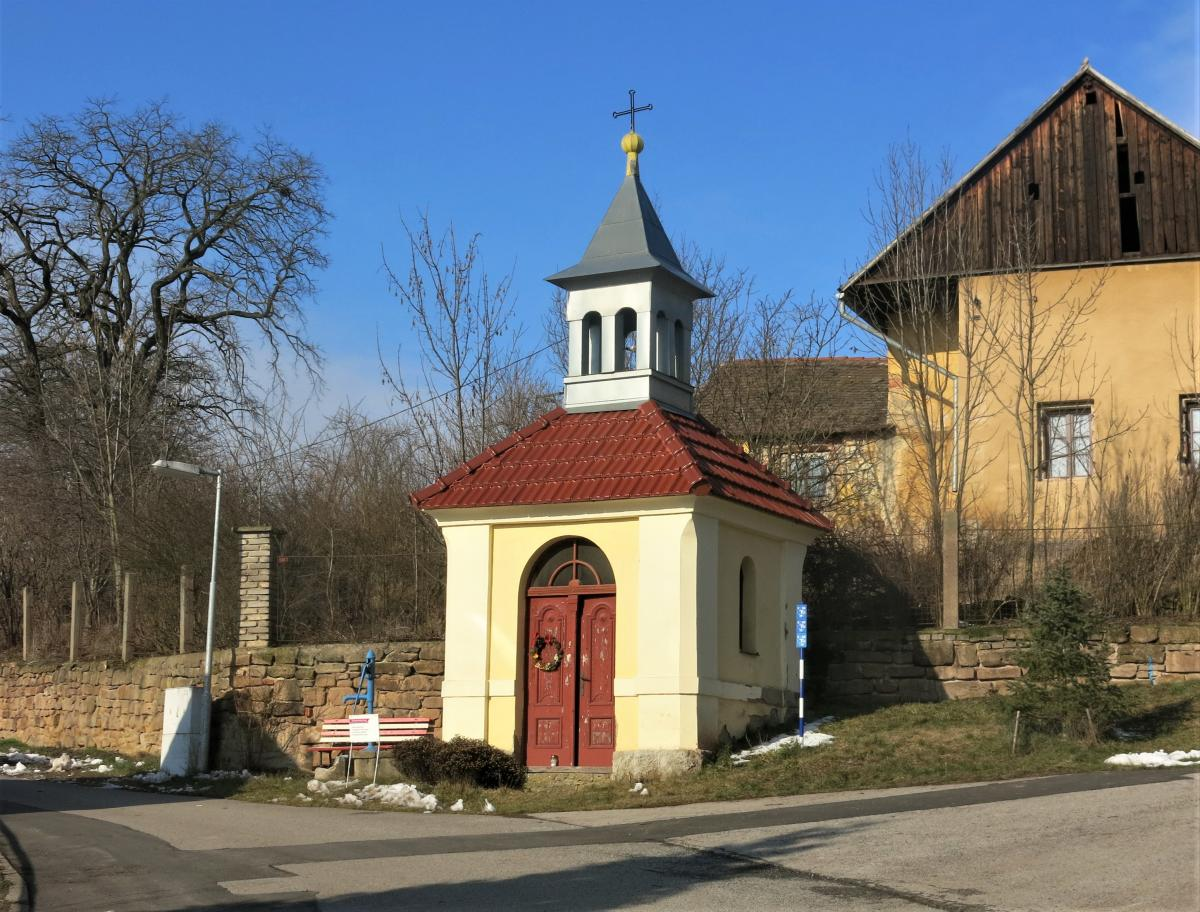
Kaple na návsi

Vladycký díl vesnice roku 1426 patřil Janu Stupkovi z Čeradic. Církevní majetek připadl během husitských válek vladyckému rodu Hořešovců. Do druhé poloviny patnáctého století spadají počátky rodu Čeradských z Čeradic, za jejichž předka je považován Vojslav z Čeradic, kterému vesnice patřila roku 1485. K nim patřili Petr starší, který sídlil v Hnidousech, a Petr mladší, jemuž patřily Čeradice. V první čtvrtině šestnáctého století čeradický statek tvořila vesnice, tvrz se dvorem a pusté dvory v Pálečku. Celý tento statek Jindřich Čeradský roku 1530 prodal Albrechtu Meidlovi ze Stuhnic.
Z období dalších padesáti let se o vesnici nedochovaly žádné zprávy. Až v roce 1585 menší zemský soud přinutil Jindřicha Brozanského z Vřesovic, aby Čeradice vydal a do zemských desek zapsal Anně Potštejnské z Kralovic. Anna byla provdaná za Viléma Žampacha z Potštejna, který roku 1590 Čeradice prodal Bernardu Elsnicovi z Elsnic. Nový majitel statek připojil ke Kobylníkům, a tvrz v následujících letech zanikla. Roku 1620 byly Čeradice rozděleny mezi dva Bernardovy syny, ale brzy poté jim byl zabaven majetek za otcovu účast na stavovském povstání v letech 1618–1620. Někdy v pozdější době patřila část Čeradic ke zlonickému a jiná k vranskému panství, ale není známo, jakým způsobem se k nim dostaly.

## Obyvatelstvo
| Rok            | 1869 | 1880 | 1890 | 1900 | 1910 | 1921 | 1930 | 1950 | 1961 | 1970 | 1980 | 1991 | 2001 | 2011 | 2021 |
| -------------- | ---- | ---- | ---- | ---- | ---- | ---- | ---- | ---- | ---- | ---- | ---- | ---- | ---- | ---- | ---- |
| Počet obyvatel | 205  | 219  | 234  | 216  | 216  | 220  | 193  | 137  | 136  | 126  | 87   | 53   | 57   | 64   | 70   |
| Počet domů     | 33   | 36   | 37   | 36   | 38   | 45   | 47   | 46   | 46   | 35   | 29   | 31   | 30   | 35   | 36   |

## Obecní správa
Při sčítání lidu v letech 1850–1879 Čeradice byly osadou obce Vrbičany v okrese Slaný. V letech 1880–1960 byly samostatnou obcí, se kterým patřily nejprve do okresu Slaný, ale od roku 1960 v okrese Kladno. Od 1. července 1960 do 31. prosince 1979 byly částí obce Páleček v okrese Kladno. Od 1. ledna 1980 jsou částí obce Klobuky v okrese Kladno.

## Pamětihodnosti

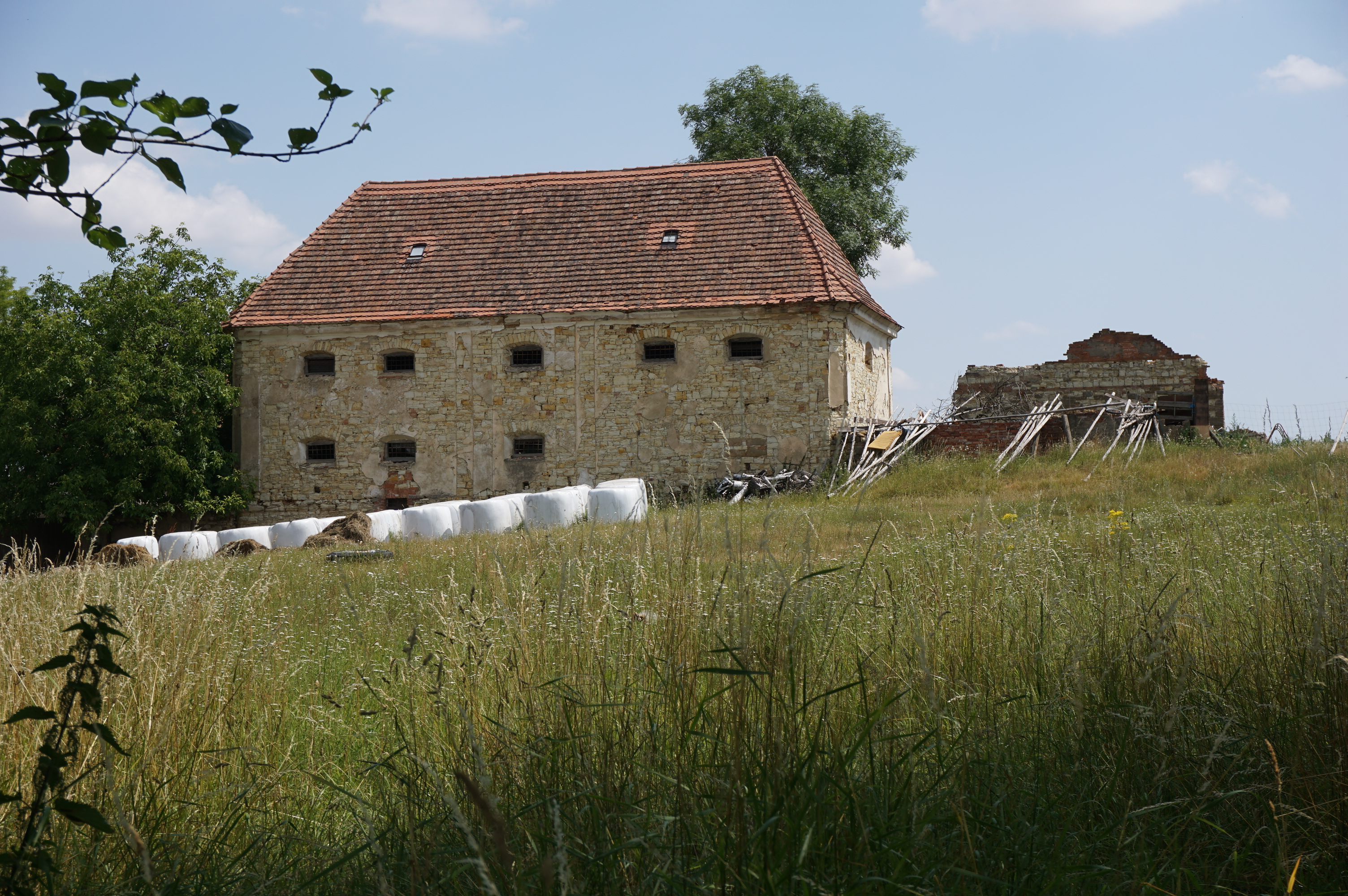
Dvůr Moráň jižně od vesnice

- Socha svatého Jana Nepomuckého při polní cestě do Kobylník
- Přírodní památka Bohouškova skalka